# Alois Spisar
Alois Spisar (18. dubna 1874 Německé /dnes Pustiměřské/ Prusy u Vyškova - 4. září 1955 Praha) byl český římskokatolický reformistický kněz a náboženský spisovatel, poté duchovní Církve československé (husitské), teolog, profesor Vysoké školy bohovědné CČS v Praze a Husovy československé evangelické fakulty bohoslovecké v Praze.

## Život
Absolvoval katolický arcibiskupský konvikt (v současnosti Arcibiskupské gymnázium) v Kroměříži a již jako římskokatolický kněz–modernista a středoškolský profesor náboženství se v letech po skončení první světové války a založení Československé republiky zúčastnil moravského zápasu o reformu Římskokatolické církve, mj. po boku kněze Matěje Pavlíka (časopis Právo národa).
V průběhu tzv. pravoslavné krize se postavil na stranu ThDr. Karla Farského a od roku 1921 se stává knězem Církve československé, působícím v olomouckém a kroměřížském regionu. Na konci dvacátých let je již oprávněně chápán jako ideový pracovník s celocírkevní autoritou. Mimořádná úloha mu připadla na pokračujícím I. řádném sněmu CČS v roce 1931, který přijal jeho koncepci Učení náboženství křesťanského pro věřící církve československé za směrodatnou věroučnou normu; formálně platila až do roku 1971, kdy byly sněmem po téměř patnáctileté celocírkevní diskusi promulgovány Základy víry CČS/H.
V letech 1932-1934 stanul v řídící funkci prvního samostatného teologického ústavu CČS v její historii, Vysoké školy bohovědné CČS a jiných svobodných církví křesťanských v Praze, na níž zastával místo profesora systematické teologie. V lednu 1934 se teologové i bohoslovci CČS vrátili na Husovu československou evangelickou fakultu bohosloveckou (HČEFB). Jako výraz smíření s evangelíky byla na ní v roce 1935 zřízena samostatná sekce pedagogů Církve československé, Aloisu Spisarovi byl po zásluze 30. 4. téhož roku udělen čestný doktorát teologie a byl jmenován prvním řádným profesorem za CČS pro obory věrouka a etika. Ve své další pedagogické, vědecké i publicistické činnosti „…dovedl teologii CČS na standardní akademickou úroveň. Její vymezení vůči teologii katolické a evangelické dovršil dogmaticky“ (Zdeněk Kučera). S výjimkou válečných let, kdy byla HČEBF jako ostatní vysoké školy z příkazu nacistů zavřena, na ní působil až do svého penzionování v roce 1950.

## Dílo

### Knihy a skripta
- Dějiny náboženství před Kristem. Kroměříž 1921
- Náboženství Ježíše Nazaretského. Kroměříž 1923
- President T. G. Masaryk, náboženský člověk a myslitel. Praha 1925
- Ideový úkol církví v náboženské krisi dneška. Praha 1926
- Počátky víry křesťanské. Praha 1926
- Evangelium Ježíše Krista a naše doba : myšlenkové úvahy. Praha 1929
- Moderní subjektivismus a úkoly theologie (Inaugurační přednáška 15. XII. 1932). Praha 1933
- Ideový vývoj církve československé : (nástin). Praha 1936
- The Czechoslovak Church : concerning its substance, theology and founder (s F. M. Hníkem a F. Kovářem). Praha 1937
- Úvod do věrouky v duchu církve československé. Praha 1939
- Dějiny dogmatu. Praha 1940
- Věrouka v duchu církve českomoravské ve dvou dílech (Díl I.). Praha 1941
- Bůh Posvětitel. Praha 1944
- Věrouka v duchu církve československé ve dvou dílech (Díl II.). Praha 1946
- Zápas se zlem. Praha 1946
- Ethika v duchu církve československé. Praha 1948
- L’Eglise Tchecoslovaque/Die Tschechoslowakische Kirche/The Czechoslovak Church (se Z. Trtíkem). Chaumont 1948
- Dějiny filosofie (1. a 2. díl). Praha 1950
- Ideový obsah postil Dr. Karla Farského. Praha 1952

### Spisy polemické
- Ideové směrnice církve čsl. a br. biskup Gorazd. Praha 1924
- Církev československá: slovo k stejnojmennému článku prof. dr. Hromádky v Křesťanské revui, ročník V, čís. 7-10. Praha 1932

### Učebnice
- Křesťanská věrouka v duchu církve československé pro školy měšťanské a střední. Praha 1932
- Křesťanská mravouka v duchu církve československé pro školy měšťanské a střední. Praha 1932
- Biblická čítanka Nového zákona pro školy měšťanské a nižší střední. Praha 1933
- Úvod do biblické čítanky Nového zákona pro školy měšťanské a nižší střední. Praha 1933
- Výbor z Nového zákona. Praha 1951
- Výbor ze Starého zákona. Praha 1951

### Studie, eseje a články
- Byl neobyčejně plodným, kmenovým autorem čtvrtletníku (1929-1930), od roku 1931 dvouměsíčníku Náboženská revue církve československé, týdeníku Český zápas a periodických řad, vycházejících v Tiskovém a nakladatelském družstvu CČS Blahoslav (např. Knihovna křesťanské myšlenky).
- Třetí až sedmý ročník Náboženské revue CČS (1931-1939) již jako dvouměsíčník redigoval spolu s biskupem ThDr. Josefem Rostislavem Stejskalem, který byl na VŠB CČS v letech 1932-1934 profesorem novozákonní vědy.